# Liste der Bodendenkmäler in Naila
Auf dieser Seite sind die Bodendenkmäler in der oberfränkischen Stadt Naila zusammengestellt. Diese Tabelle ist eine Teilliste der Liste der Bodendenkmäler in Bayern. Grundlage ist die Bayerische Denkmalliste, die auf Basis des Bayerischen Denkmalschutzgesetzes vom 1. Oktober 1973 erstmals erstellt wurde und seither durch das Bayerische Landesamt für Denkmalpflege geführt wird. Die folgenden Angaben ersetzen nicht die rechtsverbindliche Auskunft der Denkmalschutzbehörde.

## Bodendenkmäler der Gemeinde Naila

### Bodendenkmäler in der Gemarkung Froschgrün
| Lage                  | Objekt                                                                    | Akten-Nr.     | Bild |
| --------------------- | ------------------------------------------------------------------------- | ------------- | ---- |
| Froschgrün (Standort) | Untertägige Teile des frühneuzeitlichen Herrschaftssitzes von Froschgrün. | D-4-5636-0103 |      |

### Bodendenkmäler in der Gemarkung Lippertsgrün
| Lage                    | Objekt | Akten-Nr.     | Bild |
| ----------------------- | --- | ------------- | ---- |
| Lippertsgrün (Standort) | Untertägige Teile und vermutlich mittelalterliche Vorgängerbauten des frühneuzeitlichen Schlosses von Lippertsgrün. | D-4-5635-0014 |      |

### Bodendenkmäler in der Gemarkung Marlesreuth
| Lage                   | Objekt | Akten-Nr.     | Bild |
| ---------------------- | --- | ------------- | ---- |
| Marlesreuth (Standort) | Turmhügel des Mittelalters. | D-4-5636-0013 |      |
| Marlesreuth (Standort) | Untertägige Teile und mittelalterliche Vorgängerbauten der frühneuzeitlichen Evangelisch-Lutherischen Pfarrkirche von Marlesreuth, einschließlich Kirchhof mit Körperbestattungen des Mittelalters und der frühen Neuzeit. | D-4-5636-0034 |      |

### Bodendenkmäler in der Gemarkung Naila
| Lage             | Objekt | Akten-Nr.     | Bild |
| ---------------- | --- | ------------- | ---- |
| Naila (Standort) | Turmhügel des Mittelalters. | D-4-5636-0003 |      |
| Naila (Standort) | Siedlung vorgeschichtlicher und frühmittelalterlicher Zeitstellung.                                                                                | D-4-5636-0004 |      |
| Naila (Standort) | Untertägige mittelalterliche und frühneuzeitliche Teile der Kernstadt von Naila.                                                                   | D-4-5636-0025 |      |
| Naila (Standort) | Untertägige mittelalterliche und frühneuzeitliche Teile der südwestlichen Vorstädte von Naila.                                                     | D-4-5636-0026 |      |
| Naila (Standort) | Untertägige mittelalterliche und frühneuzeitliche Teile der nördlichen Vorstadt von Naila.                                                         | D-4-5636-0027 |      |
| Naila (Standort) | Archäologische Befunde im Bereich der ehemalige St.-Veits-Kirche des späten Mittelalters und der frühen Neuzeit von Naila; mit ehemalige Kirchhof. | D-4-5636-0028 |      |